# 克拉斯諾烏菲姆斯克
57°48′N 56°41′E / 57.800°N 56.683°E
克拉斯諾烏菲姆斯克（俄语：Красноуфи́мск）是俄羅斯斯維爾德洛夫斯克州西南部的一個城市，位於烏法河畔，距葉卡捷琳堡以西224公里。面積42平方公里。2002年人口43,595人。
1736年開埠，以保衛周圍的工業。1781年建市。